# Rahim Ememi
Rahim Ememi ou Rahim Emami (né le 17 mai 1982 à Tabriz en Iran) est un coureur cycliste iranien. En 2017, il est suspendu sept ans pour dopage.

## Biographie
En 2009, Rahim Ememi est champion d'Iran sur route. L'année suivante, il court pour l'équipe taïwanaise Giant Asia Racing, puis en 2011 pour l'équipe iranienne Azad University. Cette année-là, il gagne le classement général et deux étapes du Tour des Philippines, puis deux étapes de l'International Presidency Tour, et se classe deuxième du Tour de Singkarak. Il fait l'objet d'un contrôle antidopage positif au clenbutérol lors de l'International Presidency Tour. Disqualifié, il est suspendu deux ans, jusqu'au 29 juin 2013. De nouveau autorisé à courir, il rejoint RTS-Santic Racing, appelée auparavant Giant Asia Racing, en juillet 2013. Il gagne une étape du Tour de l'Ijen, dont il prend la troisième place finale, puis le classement général et une étape du Tour de Fuzhou.
En 2014, il rejoint la nouvelle équipe continentale iranienne Pishgaman Yazd. En mai, il devient champion d'Iran sur route pour la deuxième fois.
En 2016, il remporte plusieurs courses sur le circuit asiatique, dont le classement général du Tour de Fuzhou, ainsi que deux étapes. En octobre, il remporte également une étape du Jelajah Malaysia, qu'il termine quatrième derrière trois de ses coéquipiers au sein de l'équipe Pishgaman Giant. Cependant, le 10 février 2017, l'UCI annonce qu'il a été contrôlé positif aux stéroïdes anabolisants durant la course. Il est provisoirement suspendu, tandis que son équipe - qui connait son deuxième cas de dopage en 12 mois - qui risquait une suspension de compétition de 45 jours maximum, selon la décision prise par la commission disciplinaire de l'UCI, est finalement interdite de course durant 1 mois. Comme il s'agit de sa deuxième suspension pour dopage, Ememi est suspendu pendant sept ans et six mois, soit jusqu'au 24 mai 2024, date à laquelle il aura 42 ans. La suspension met donc un terme à sa carrière professionnelle. Il perd également tous ses résultats obtenus sur le  Jelajah Malaysia et le Tour de Fuzhou.

## Palmarès
| - 2007 - 3e du Tour d'Azerbaïdjan - 2009 - Champion d'Iran sur route - 2011 - Tour des Philippines : - Classement général - 1re et 4e étape - 5e étape du Tour d'Iran - 2e du Tour de Singkarak - 2013 - 4e étape du Tour de l'Ijen - Taiwan KOM Challenge - Tour de Fuzhou : - Classement général - 2e étape - 6e étape du Tour du lac Poyang - 3e du Tour de l'Ijen | - 2014 - Champion d'Iran sur route - 4e étape du Tour de Singkarak - 4e étape du Tour d'Iran - Azerbaïdjan - 2e du Tour de Singkarak - 2015 - 5e étape du Tour du Japon - Classement général du Tour de Fuzhou - 2e du Tour du Japon - 2e du Tour d'Iran - Azerbaïdjan - 3e du Tour de Taïwan - 2016 - Tour de Fuzhou : - Classement général - 1re et 4e étapes - 2e étape du Tour de Singkarak - 1re étape du Jelajah Malaysia - 2e du Tour d'Iran - Azerbaïdjan |  |

## Classements mondiaux
| Année         | 2006 | 2007 | 2008 | 2009 | 2010 | 2011 | 2012 | 2013 | 2014 | 2015 | 2016 |
| ------------- | ---- | ---- | ---- | ---- | ---- | ---- | ---- | ---- | ---- | ---- | ---- |
| UCI Asia Tour | 242e | 85e  | 141e | 20e  | 88e  | 10e  |      | 174e | 8e   | 6e   | 29e  |